# Adrienne Maloof
Adrienne Maloof (Albuquerque, Nuevo México, 4 de septiembre de 1961) es una empresaria, personalidad de televisión y diseñadora de zapatos estadounidense. Es copropietaria de las distintas participaciones comerciales de Maloof Companies, que incluyen una participación del 2% en el Palms Casino Resort en Las Vegas, Nevada; Maloof Productions, Maloof Music y el evento retirado de monopatín Maloof Money Cup.

## Primeros años
Adrienne Maloof es de ascendencia libanesa e irlandesa. Miembro de la familia Maloof, es la única hija del empresario multimillonario George J. Maloof Sr., cuya esposa Colleen es copropietaria del holding de Maloof Companies con Adrienne y sus hermanos, George J. Maloof Jr. Joe Maloof, Gavin Maloof y Phil Maloof. Nació el 4 de septiembre de 1961 en Albuquerque, Nuevo México, donde su padre era dueño de una distribuidora de cerveza Coors. Asistió a la Universidad de Nuevo México con una beca completa como jugadora de tenis, donde obtuvo una licenciatura en ciencias políticas y fue miembro de la hermandad Pi Beta Phi. 

## Carrera
Después de trabajar en el departamento de marketing y promociones del negocio de licores y vinos de la familia Maloof, su papel creció para abarcar los intereses de todas las Compañías Maloof y ha continuado controlando gran parte de las operaciones de marketing de las Compañías Maloof durante más de veinte años. También está involucrada en el establecimiento de estándares de servicio al cliente para todas las compañías Maloof, incluyendo el Palms Casino Resort de su hermano George Jr. en Las Vegas, y ha producido muchos de los proyectos de Maloof Productions, incluida la película de terror Feast de 2005.
Fue miembro del elenco durante las primeras tres temporadas de The Real Housewives of Beverly Hills, de Bravo, parte de la serie Real Housewives, junto con Kim y Kyle Richards, Camille Grammer, Lisa Vanderpump, Brandi Glanville y Taylor Armstrong. El 4 de marzo de 2013, Maloof anunció que dejaría la serie de televisión, pero hizo apariciones como invitada en la quinta, sexta y octava temporada de la serie.
En diciembre de 2011, lanzó Adrienne Maloof by Charles Jourdan, una pequeña colección de zapatos producida por Charles Jourdan.

## Vida personal
El 2 de mayo de 2002, se casó con el cirujano plástico Paul Nassif, quien se especializa en cirugía plástica facial, específicamente en rinoplastia. Él apareció en el Dr. 90210 de E! y actualmente protagoniza Botched también en E !. La pareja tuvo tres hijos: Gavin (n. 2003) y los gemelos Collin y Christian (n. 2006). Ellos residían en Beverly Park, una comunidad cerrada en Los Ángeles. Nassif solicitó la separación de ella el 30 de julio de 2012. Los documentos, presentados en la Corte Superior de Los Ángeles, citaron diferencias irreconciliables como la razón de la separación. El 8 de noviembre de 2012 se acordó el divorcio. El 22 de enero de 2013, Maloof confirmó que estaba saliendo con Sean Stewart, hijo del roquero británico Rod Stewart. Maloof alquiló la casa de Tom Gores en Mulholland Estates en 2012, y fue comprada por Christina Aguilera en 2013.